# Південна дорога (Одеса)
Південна дорога — одна з межових доріг у Одесі, місцевість Лузанівка, селище Котовського. Пролягає від перетину Миколаївської дороги та проспекту Князя Володимира Великого до початку вул. Семена Палія. Своє продовження вулиця має в селі Крижанівка, переходячи у вулицю Семенова в селі Фонтанка.
Прилучаються стежка до пляжу «Лузанівка», вулиці Держаівна, Ломоносова, Кишинівська, Семена Палія, провулок Терешкової, вулиці Ярошевської, Бескоровайнова, Осіпова, Жовтнева, Рибача, Центральна, Проценка, Ювілейна, Калініна, Атаманюка, Приморська, Косяненка, Чорноморська, Бочарова, Соснова, Західний узвіз, вулиці Горіхова, Академіка Заболотного, бульвар Лісовий, вулиці Дерибасівська та Західна.

## Історія
У 80-хх роках вона носила назву вул. Революції. З 1991 року стала називатися Фонтанською дорогою, що зараз носить назва дороги на Люстдорф. У 2001 році назву змінено на Південну.